# Espectroscopia de interferencia por reflexión
La espectroscopia de interferencia por reflexión es un método físico que consiste en la medida de la interferencia de la luz blanca. Los rayos de luz pueden interferir cuando son reflejados en diferentes capas finas. Este método se utiliza para examinar interacciones moleculares.
El principio de medida corresponde al interferómetro de Michelson.

## Realización

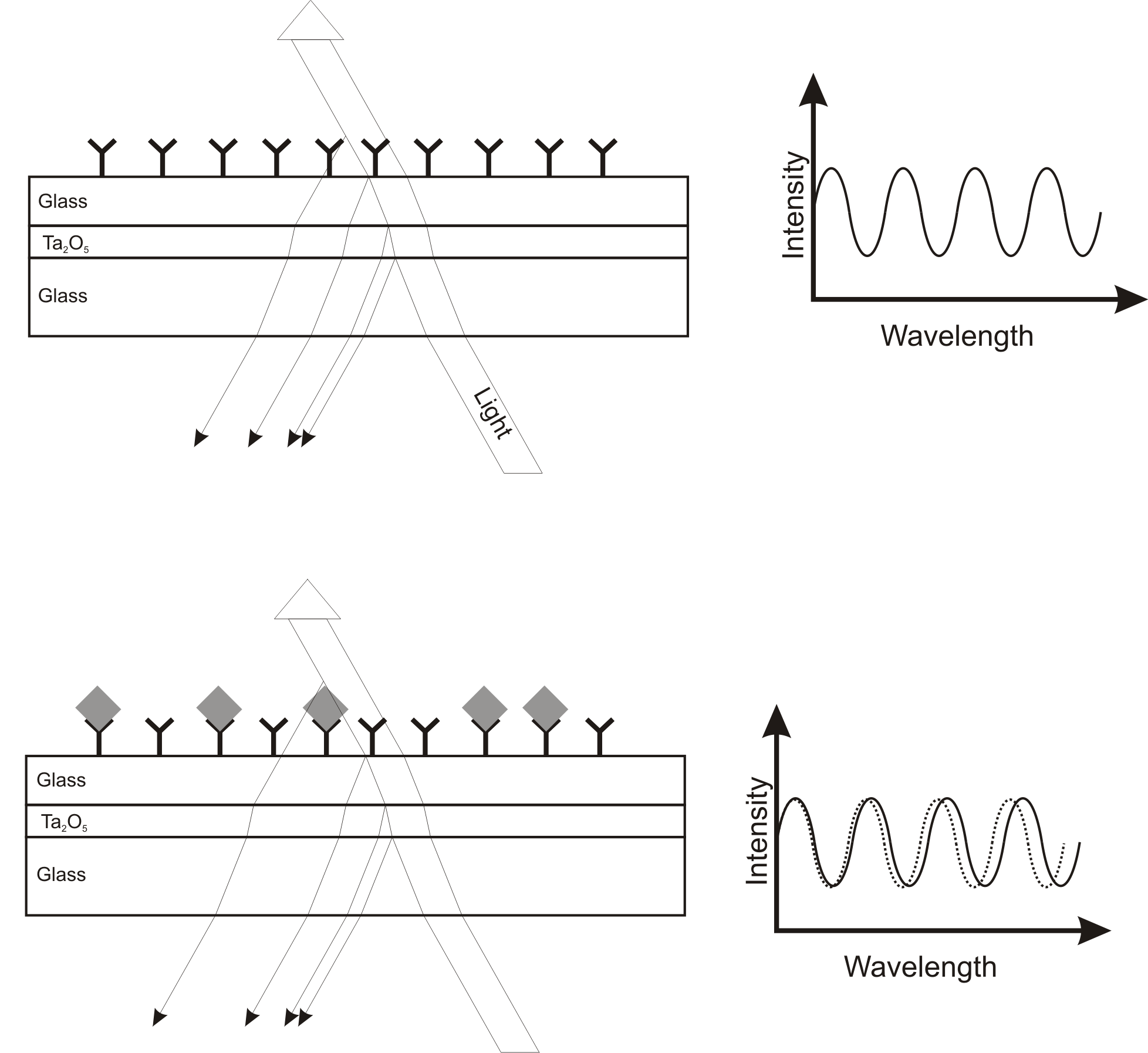
Izquierda: Esquema del camino óptico. Los haces de luz diferentes son reflejados por las capas límites durante su camino a través del sustrato.
Derecha: Esquema del espectro de interferencia que resulta durante la medida.

La luz blanca se irradia perpendicularmente a un substrato consistente en varias capas: la primera capa es de SiO2- , la siguiente es de Ta2O5-, que es un material que tiene un índice de refracción alto. La tercera capa es de nuevo de SiO2- esta capa se puede modificar químicamente.

A cada transición entre los materiales diferentes la luz se divide en dos haces. Una parte de la luz es reflejada, mientras que la otra es transmitida hasta la segunda capa donde ocurre el mismo fenómeno nuevamente. Así se forman varios haces reflejados que difieren en la longitud de sus caminos ópticos y, por lo tanto, tienen una fase diferente. En consecuencia los diferentes haces interfieren constructivamente o destructivamente y así resulta un espectro de interferencia. Este espectro se detecta por diodos en un espectrómetro.

Después una modificación química en la tercera capa de SiO2 puede interactuar con sustancias diferentes o moléculas de interés. Estas interacciones resultan en una alteración del espesor de capa física neta y del índice de refracción . El producto de estos dos factores se llama espesor de capa óptica y se define de la siguiente forma: n • d.

La alteración del espesor de capa óptica resulta en una modulación del espectro de interferencia. En el experimento se examinan las alteraciones del espectro de interferencia con el tiempo y así se puede estudiar cómo se comportan las moléculas de interés en la formación del enlace.

## Aplicación

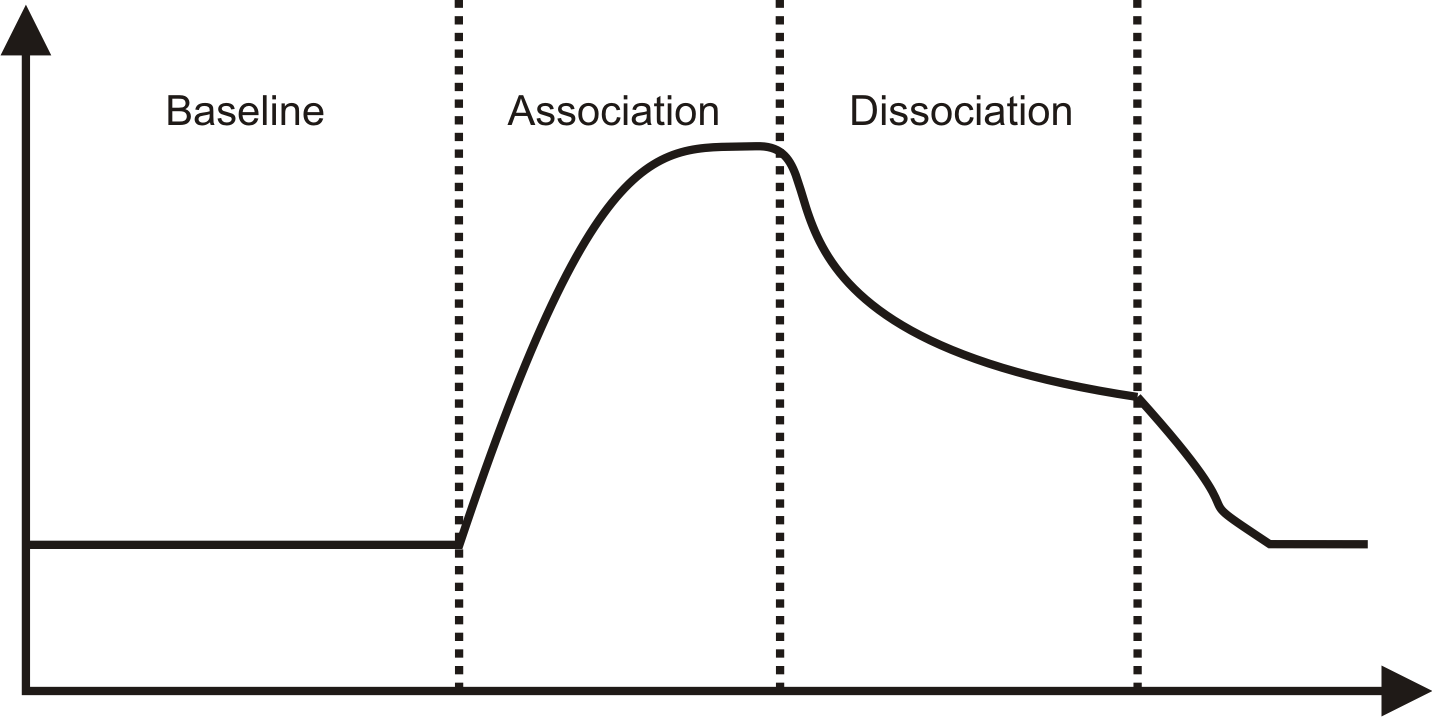
Diagrama de la curva de enlace.

RIfS se aplica e preferentemente en sensores químícos y Biosensor como método de detección.

Estos polímeros distinguen a las substancias dependiendo de su tamaño (criba molecular en caso de polímeros micro-porosos) o según la polaridad de las moléculas (por ejemplo Polidimetilsiloxanos) funcionalizados).
Si las medidas son no selectivas las señales de las diferentes sustancias se suman a una señal y, como consecuencia de la cuantificacíón de las señales singulares, se necesitan métodos de análisis de datos multivariables como Red neuronal artificial.

La otra opción consiste en utilizar polímeros que son específicos para una de las substancias solamente. Estos polímeros tienen afinidad por las moléculas a estudiar y así tienen estructuras de reconocimiento artificiales.
Para los biosensores se utilizan polímeros como polietilén glicol (PEG) o dextrano encima de a la tercera capa. Posteriormente las estructuras de reconocimiento se s inmovilizan sobre el polímero.
Las estructuras de reconocimiento pueden ser de varios tipos: proteínas como anticuerpos, DNA/RNA o incluso, moléculas orgánicas pequeñas como Estrógeno, lípidos para simular membranas de fosfolípidos.

Con este método es posible cuantificar interacciones entre dos moléculas pero sin la necesidad de utilizar un trazador radioactivo o fluorescente. Rifs es similar a la Resonancia de Plasma en superficie (Biacore) en el sentido que no necesita ningún trazador.